# Non omnia possumus omnes
Non omnia possumus omnes è una locuzione latina. Tradotta letteralmente, significa: "Non tutti possiamo tutto"  Questo motto è già attestato in Lucilio.

## Descrizione
Con questa frase il poeta evidenzia il fatto che non abbiamo tutti le stesse doti, la stessa capacità, ma, come dice San Paolo: "divisiones gratiarum sunt", ciascuno ha i suoi doni, i suoi particolari privilegi.
Talora la frase è abbreviata in Non omnes, che tradotta letteralmente significa non tutti, nel senso Non è (cosa) da tutti. Motto talora presente in alcuni stemmi di famiglia a partire dal XIII-XIV secolo d.C.
Altre volte la frase Non omnes è seguita dalla locuzione Perficient superi. Quindi l'intera frase Non omnes. Perficient superi assume il significato: "Non è da tutti! Completino pure (facciano di meglio) gli dei (gli esseri superiori)!".